# 沙伊德斯巴赫河 (美因河支流)
50°09′25″N 11°07′13″E / 50.156949°N 11.120224°E
沙伊德斯巴赫河是德國的河流，位於該國東南部，由巴伐利亞負責管轄，屬於美因河的左支流，河道全長6.7公里，流域面積17.2平方公里。